# Partit Separatista Revolucionari Català
El Partit Separatista Revolucionari Català (PSRC) fou un partit polític fundat a l'Havana el 30 de setembre de 1928 durant l'Assemblea Constituent del Separatisme Català, la mateixa en la que s'aprovà la Constitució Provisional de la República Catalana. La proposta de fundació del partit fou de Josep Conangla i Fontanilles, i tenia com a model a imitar el Partit Revolucionari Cubà de José Martí.

## Objectius
Durant l'Assemblea es van redactar nou punts programàtics fundacionals, on es definia com a organisme secret per a la instauració de la República Catalana independent, defensava l'alçament armat del poble català, la constitució d'un govern provisional presidit per Francesc Macià, la utilització de procediments polítics i diplomàtics i defensar com a text polític de base la Constitució Provisional de la República Catalana.

## Organització
El partit s'estructurava en un consell central de set membres presidits per Francesc Macià, Ventura Gassol i altres dirigents d'Estat Català i del Grop Nacionalista Radical. Macià ja gaudia d'un gran prestigi entre els catalans de Cuba arran dels fets de Prats de Molló i el judici posterior.
El PSRC tindria la missió d'assolir el poder en el territori català mitjançant l'acció armada i la utilització dels procediments polítics i diplomàtics necessaris que duguessin a la proclamació de la independència. Un cop fossin assolits els objectius i després de la vigència de la Constitució Provisional aprovada a l'Assemblea, el partit s'autodissoldria un cop es traspassessin els poders del govern provisional al govern escollit democràticament.

## Activitat del Partit
Hom considera la creació del PSRC com una concessió als catalans d'Amèrica, principalment als de Cuba, el líder dels quals, Salvador Carbonell i Puig, era un dels que finançava Estat Català, però el PSRC no va tenir cap incidència a l'interior de Catalunya, on la lluita era monopolitzada per Estat Català. Tot i que implicava l'enfortiment de l'ideari separatista d'Estat Català i la seva transformació en un partit polític, quan Macià tornà a Brussel·les el 1930 abandonà el projecte davant l'oposició del comitè interior d'Estat Català.